# ليلى فهمي
ليلى فهمي (8 يناير 1938 - 4 يونيو 2003)، ممثلة مصرية.

## عن حياتها
ولدت في مدينة المنصورة بالدقهلية. تخرجت وحصلت على شهادة بكالوريوس في الفنون المسرحية. هذا أهلها للعمل بالمسرح ليمتد نشاطها إلى السينما والتلفزيون. واتخذت من اسم ليلى فهمي كاسم فني لها.

## أعمالها الفنية

### أفلام
| - الفرح:1999-تفيده العمه - أرض أرض:1998-أم محاسن - ليه يا دنيا:1994-زوجة منصور شقيق مصطفى في تونس - لصوص خمس نجوم:1993-أم ليلى - لهيب الانتقام:1993 - وزير في الجبس:1993-أم فتنة - امرأة آيلة للسقوط:1992-سكينة - زوجة متولي - العودة والعصفور:1991-تفيدة - في العشق والسفر:1991 - تحت الصفر:1990 - سيدة القاهرة:1990 - شقة الأستاذ عليوة:1989 - الهانم وأنا:1988 - أنا وأنت وساعات السفر:1988-تحية - بنت من ذهب:1988 - زمن الممنوع:1988-إعتماد (أم هشام) - صاحب العمارة:1988-والدة طاطا - صائد الأحلام:1988-أم هناء | - مدرسة الحب:1988-أم ليلى - المنحوس:1987-خالة سلوى - امرأتان ورجل:1987-رتيبة - ضيفة شرف - حارة الجوهري:1987-رتيبة - سكة سفر:1987-ام نعيمه - لعبة الكبار:1987-أم بطة - بيت الكوامل:1986-حسنه أم منى - مدام شلاطة:1986 - وتضحك الأقدار:1985 - احترس من الخُط:1984 - السطوح:1984-فكيهة - فتوة الناس الغلابة:1984-فردوس - ليلة القبض على فاطمة:1984-زوجة حبشي - واحدة بواحدة:1984-منى - المتشردان:1983-ام لواحظ - أيوب:1983-أزهار - مصيدة الحب والزواج:1982 - 4-2-4: 1981-جمالات زوجة القانونجي | - رجل فقد عقله:1980-سكينة خالة سوزي - من يدفع الثمن؟:1980 - الطيور المهاجرة:1979-عايدة - حكاية وراء كل باب:1979-الأم - كرامتى:1979-زينب - أخت طارق - ولا عزاء للسيدات:1979-أم راويه - يمهل ولا يهمل:1979-بهانة الطباخة - ابتسامة واحدة تكفي:1978-جليله - الولد الغبي:1977 - كان وكان وكان:1977-أم عزيزة - كفانى يا قلب:1977 - هكذا الأيام:1977-عواطف - وعادت الحياة:1976-شفيقة - أريد حلاً:1975 - الرداء الأبيض:1975-فاطمة - المذنبون:1975-صباح - ليلة وذكريات:1975 | - الشوارع الخلفية:1974-أنيسة - امبراطورية المعلم:1974-نبوية - مدينة الصمت:1973 - يوميات نائب في الأرياف:1969-بهانه - جارة قمر الدولة - لعبة الحب والجواز:1964 - نهر الحياة:1964 - صراع الأبطال:1962 - حياتي هي الثمن:1961-خدامة - طريق الدموع:1961-فاطمة - عنتر بن شداد:1961-هند من بني عبس - وحيدة:1961-سيدة - خادمة سعاد - حايجننوني:1960-وجيدة - غراميات امرأة:1960 - حسن ونعيمة:1959 - المهاجر - شرخ في جدار العائلة (قرار في ضوء البرق) - وبقي شيء |

### مسلسلات
| - البحار مندي:2002-زكية - (زوجة عم مندى) - عذارء البادية 1978 - طيور الشمس:2002 - إحنا نروح القسم:2001 - الحب والاختيار:2000-أم مرسي - الوشاح الأبيض:2000-الخاطبة أم حلاوتهم - رجل طموح:2000 - عفوا هذا حقي:2000-ضيفة شرف - قط وفار فايف ستار:2000 - محاكمة الليالي:2000 - الحنين إلى الماضي:1999-والدة حنان - القضاء في الإسلام ج8:1998 - أهلا فطوطة:1998 - حارة المعروف:1998 - حكاية جواز عرندس:1998 - لعبة وقلبت بجد:1998 - من كل بيت حكاية:1998 - ويأخذنا تيار الحياة:1998 - يوميات ونيس ج5:1998-هنية - إعترافات عنايات:1997 - الأبطال ج2:1997-فاطمة - الحاوي:1997 - الدوغري 90:1997 - حواء والتفاحة:1996-نرجس | - الناس الطيبين:1995-خروبة - أنا إللي أستاهل:1995-زغلولة - عظمة يا ست:1995 - ليالي الحلمية ج4، 5:1992، 1995-شفيقة والده شيرين - هي والعاصفة:1995 - السقوط في الهاوية:1994 - حتى لا يغيب القمر:1994-هدى أم فريدة - ستة على اليمين:1994-أم راضي - عفوًا أيتها الأم:1994 - هالة والدراويش:1994 - المرأة أصلها نمر:1993 - ألف ليلة وليلة:1992 - البريمو:1991 - العودة:1991 - ولكنّه الحبّ:1991-والدة عبد اللطيف - أحلام في الهواء:1990 - الوسية:1990-أمينة - حفنة من رجال:1990-أم فكيهة - زغلول يلمظ شقوب:1990-ضيفة شرف - ضحى:1990 - مطلوب عروسة:1990-دولت عمة محمود - مواقف ساخرة:1990 | - الكهف والوهم والحب:1989-حُسنة - أم طارق - المحطة الأخيرة:1989 - حبيبي الذي لا أعرفه:1989 - رجال في المصيدة:1989 - لؤلؤ وأصداف:1989 - الحب في حقيبة دبلوماسية:1987 - حكايات صغيرة:1987 - وكسبنا القضية:1987 - عطش السنين:1986 - عطشان يا صبايا:1986 - ابن تيمية:1985-حميدة - البحث عن السعادة:1985 - الشيطان والحب:1984 - رجل شريف جدًا:1984-ضيفة الحلقات - وعاد الحنين:1984 - الجزار الشاعر:1983 - عش المجانين:1983 - وعادت الأيام:1983 - رحلة عذاب:1982 - كان ياما كان:1982 - سباق الثعالب:1981-بسيمة - زينب والعرش:1980-منيرة - زوجة رمضان | - الآنسة:1979-أم زكي - دمعة ندم:1979-فوزية - فواكه الشعراء:1979 - برج الحظ:1978 - الجريمة:1977-زينات - المجهول:1977 - القاهرة والناس:1972 - اسرع طريقة للجنان:1970 - سيداتي آنساتي:1970 - ناعسة:1970 - الفنان والهندسة:1969-أم سامية - الحائرة:1966 - العسل المر:1966-أمينة - معلمة العربي - ماتش التعادل:1963 - أبو الحسن - المشهد الأخير - أمينة:-عنايات - حكاية النجم الذهبي - عودة الحب - غداً تشرق الشمس - لن نبكي من اجلهم - ولن اعود |

### مسرحيات
| - سعدية ورايا ورايا:1994-سعدية - النهارده اخر جنان:1993-الممرضه - سحلب:1992 - سباك الساعة:1991 - المليم بأربعة:1990 - زيارة خاصة جدا:1989 - عايز اتجوزك:1987 - هى والتلامذه:1987 - الزوبعة:1986 - عمدة الحلاقين:1985 - العريس وأنا:1983-علية | - فخ السعادة الزوجية:1980-أم سناء - القضية رقم:1979-ضيفة شرف - أنا نسيت نفسي:1977 - أجمل لقاء في العالم:1973-سعاد - ممنوع لأقل من 30 سنة:1973-مديحة - اللص الشريف:1971 - البكاشين:1970 - هاللو شلبي:1969-شكرية - الأرانب:1965-الحاجه بهية - 30 يوم في السجن - أربع مواقف مجنونة | - أسعد سعيد في العالم - الاستاذ شحاته وبناته الثلاثة - الإنسان الطيب - البهلوان - السعد وعد - المغماطيس:-فرحانة - الملياردير - انا نسيت اسمي - حكاية كل صيف - زوج على نار هادئة - سبع صنايع | - شهر عسل للكل - شوقي بيه عريس - صباح الفل يا فل - عازب و3 عوانس - عائلة الاناضولي - عيلة ما حصلتش:أم خليل - زكية - فى إنتظار مغاوري - لعب عيال أوي - منقذ العالم - ناس لها بخت - وحيد عصره |

| - جواز على ورق سوليفان:1998-أم إيهاب - أيام في عطفة خليلي:1992 - لا قانون في غرفة المعيشة:1992 - الكلمة الحلوة:1991 - تذكرة داود:1990-الدادة زكيه - بابا ملياردير:1988-أم وحيد - زوجة مخلصة جدا:1985 - غلطة قلم:1983-عديلة - زوجة مصباح - إحتلال - الأرملة - الآنسة بوابة - الحاجة:-خديجة - الزواج في الزمن الصعب:-أم سهير وهدى - الزوجة الطائشة - المشخصاتي:-قوت القلوب - حماة جميل | - الميلاد:-ضيفة السهرة / والدة حسين - الناس والخوف - أنغام على وتر الشيخوخة - بدون تحقيق - خبر في الصفحة التاسعة - زواج سعيد جدا - زوجتك نفسي:-والدة حمدي - سر المهنة - شرفتمونا يا كرام:شقيقة كامل - شقة وألف ساكن - قضية خاصة - قمر يا حبيبتي - كان ولم يزل:نظيمه(ام احسان) - مع استعمال الرأفة |

| - عزيزة ويونس:1959 - ساعة لقلبك:1957 - أبو الريش في سوق العيش - أخو مراتي:-الشغالة - أغرب القضايا:-قضية مقتل سميحة - أغرب طلاق في العالم:-نظيرة أم نعيمة - الأستاذ حاشر نفسه - الأم الثانية - الباب المغلق - البيت الملعون:-مسعدة - الحب كده - الرحلة - الكدب ليه ألف رجل - أولاد حارتنا - بنت مدارس - حتى النهاية | - حكاية الترولي - حكم الزمن - حلم ولا علم - رجالة ورق - رجل وامرأة - رحلة إلى الغد - زائر نص الليل - زهور لا تذبل - ست الملك - شقاوة كبار - صيف عاصف جدا - عصفور بنص أرنب - في انتظار بطة - مراتي عصبية - مواصفات مستحيلة - موال لكل زمان |

## روابط خارجية
- ليلى فهمي على موقع قاعدة بيانات الأفلام العربية